# Гоенлінден
Гоенлінден (нім. Hohenlinden) — громада в Німеччині, розташована в землі Баварія. Підпорядковується адміністративному округу Верхня Баварія. Входить до складу району Еберсберг.
Площа — 17,32 км2. Населення становить 3251 ос. (станом на 31 грудня 2020).